# Maira conveniens
Maira conveniens är en tvåvingeart som först beskrevs av Walker 1861.  Maira conveniens ingår i släktet Maira och familjen rovflugor. Inga underarter finns listade i Catalogue of Life.